# Ladislav Zgusta
Ladislav Zgusta (20. března 1924 Libochovice – 27. dubna 2007 Urbana, Illinois, USA) byl česko-americký lexikograf, lingvista, indoevropeista, klasický filolog, indolog a onomastik.

## Životopis
Ladislav Zgusta vystudoval klasickou filologii a indologii na Filozofické fakultě Univerzity Karlovy, kde po obdržení doktorátu (1949) krátce vyučoval. V letech 1951–1970 působil v Orientálním ústavu ČSAV. 
Zpočátku se věnoval černomořským (jihoukrajinským) a maloasijským jménům dochovaným v řecké epigrafice. Z těchto několika monografií v podstatě soupisově-slovníkového charakteru postupně přešel k samotné lexikologii a lexikografii. 
Ze spolupráce s tehdy mladým týmem sinologů na Česko-čínském slovníku (vycházel pak v letech 1974–1984) a dalších orientalistů vzešla stěžejní práce Manual of Lexicography (1971) pro lexikografii typologicky odlišných jazyků. Holandský lexikograf van Sterkenburg označil Zgustu za zakladatele lexikografie 20. století.
V roce 1970 Zgusta emigroval s celou rodinou přes Indii do USA, kde nejdříve vyučoval lingvistiku na Cornellově univerzitě (Ithaca, N. Y.), posléze se stal profesorem lingvistiky a klasických jazyků na univerzitě v Illinois (Urbana, Champaign). Před emigrací byl výkonným redaktorem časopisu Archív orientální, po emigraci se stal editorem amerického časopisu Lexicography. Byl čestným členem American Name Society a předsedou Dictionary Society of North America. V roce 1992 mu ČSAV udělila zlatou medaili Josefa Dobrovského za zásluhy ve společenských vědách.

## Dílo
- Die Personennamen griechischer Städte der nördlichen Schwarzmeerküste; die ethnischen Verhältnisse, namentlich das Verhältnis der Skythen und Sarmaten, im Lichte der Namenforschung, Praha: Nakladatelství Československé akademie věd, 1955
- Kleinasiatische Personennamen, Prag: Verlag der Tschechoslowakischen Akademie der Wissenschaften, 1964
- Anatolische Personennamensippen, Prague, 1964
- Neue Beiträge zur kleinasiatischen Anthroponymie, Prag: Academia, 1970
- Manual of Lexicography. Ladislav Zgusta in cooperation with Václav A. Černý, Zdenka Heřmanová-Novotná, Dana Heroldová, Luděk Hřebíček, Jarmila Kalousková, Vladimír Miltner, Minn Latt Yekháun, Ludmila Motalová, Karel Petráček, Karel F. Růžička, Ivo Vasiljev, Petr Zima, Kamil Zvelebil). Prague: Academia, The Hague – Paris: Mouton, 1971
- Kleinasiatische Ortsnamen, Heidelberg: Carl Winter, 1984
- The Old Ossetic Inscription from the River Zelenčuk, Wien: Verlag der Österreichischen Akademie der Wissenschaften, 1987
- Lexicography today. An annotated bibliography of the theory of lexicography. With the assistance of Donna M. T. Cr. Farina), Tübingen: Max Niemeyer, 1988
- History, Languages and Lexicographers, Edited by Ladislav Zgusta. Tübingen: Niemeyer, 1992
- Lexicography Then and Now: Selected essays, edited (in collaboration with Professor Zgusta) by Fredric S. F. Dolezal and Thomas B. I. Creamer, Tübingen: Max Niemeyer Verlag, 2006
- (ed.) Probleme des Wörterbuchs, Herausgegeben von Ladislav Zgusta, Darmstadt: Wissenschaftliche Buchgesellschaft, 1985
- (Edited by Franz Josef Hausmann, Oskar Reichmann, Herbert Ernst Wiegand, Ladislav Zgusta), Wörterbücher / Dictionaries / Dictionnaires. Ein internationales Handbuch zur Lexikographie / An International Encyclopedia of Lexicography / Encyclopédie internationale de lexicographie, 3 Bde., Berlin, New York 1989, 1990, 1991
- (Edited by Ernst Eichler, Gerold Hilty, Heinrich Löffler, Hugo Steger, Ladislav Zgusta), Namenforschung / Name Studies / Les noms propres. Ein internationales Handbuch zur Onomastik / An International Handbook of Onomastics / Manuel international d'onomastique, 3 Bde., Berlin, New York 1995, 1996